# Anna Polony
Anna Polony (sinh ngày 21 tháng 1 năm 1939 tại Kraków) là nữ diễn viên điện ảnh và sân khấu, đạo diễn nhà hát  người Ba Lan.
Bà học diễn xuất tại Học viện Nghệ thuật Sân khấu Ludwik Solski ở Kraków và tốt nghiệp năm 1960. Ngoài ra, bà học ngành đạo diễn sân khấu và tốt nghiệp năm 1984.
Tác phẩm diễn xuất đầu tiên của Polony là bản chuyển thể của Jerzy Kaliszewski từ vở kịch Wojny trojańskiej nie będzie, tác giả Jean Giraudoux năm 1959 tại nhà hát Stary Teatr, Kraków. Bà gắn bó với nhà hát từ năm 1964 đến năm 2002.
Sự nghiệp đạo diễn của Polony bắt đầu vào năm 1974 qua bộ phim Two for the Seesaw của William Gibson. Sau này bà trở thành một trong những đạo diễn lỗi lạc nhất của Stary Teatr. Từ năm 1980 đến năm 1990, bà được trao tặng Bằng công nhận quốc gia với vai trò đạo diễn nhà hát.
Những vở kịch nổi tiếng nhất mà bà đạo diễn là Vở The Birthday Party của Harold Pinter, vở Wdowy của Sławomir Mrozek, và  The Taming of the Shrew của Shakespeare.

## Sự nghiệp phim ảnh
- Kontrybucja (1966)
- Z biegiem lat, z biegiem dni... (1980)
- Dziady (1983) (TV)
- Diary for My Children (1984)
- Diary for My Lovers (1987)
- Dekalog (1988) (TV, Episode 7)
- Napló apámnak, anyámnak (1990)
- Dwa księżyce (1993)
- The Seventh Chamber (1995)
- Na dobre i na złe (TV)
- Wszyscy święci (2002) (TV)
- Stacyjka (2004) - truyền hình dài tập
- Magda M.
- Iron Cross (2009)